# Districtul Phon Na Kaeo
Phon Na Kaeo (în thailandeză โพนนาแก้ว) este un district (Amphoe) din provincia Sakon Nakhon, Thailanda, cu o populație de 35.579 de locuitori și o suprafață de 352,0 km².

## Componență
Districtul este subdivizat în 5 subdistricte (tambon), care sunt subdivizate în 48 de sate (muban).
| Nr. | Nume             | În thailandeză | Sate | Locuitori |  |
| --- | ---------------- | -------------- | ---- | --------- |  |
| 1.  | Ban Phon         | บ้านโพน         | 8    | 6,378     |  |
| 2.  | Na Kaeo          | นาแก้ว          | 12   | 10,848    |  |
| 3.  | Na Tong Watthana | นาตงวัฒนา       | 11   | 6,553     |  |
| 4.  | Ban Paen         | บ้านแป้น         | 10   | 6,957     |  |
| 5.  | Chiang Sue       | เชียงสือ         | 7    | 4,843     |  |